# نارسینگدی
نارسینگدی (به لاتین: Narsingdi) یک منطقهٔ مسکونی در بنگلادش است که در ناحیه نارسینگدی واقع شده‌است. نارسینگدی ۱۴٫۸ کیلومتر مربع مساحت و ۱۴۶٬۱۱۵ نفر جمعیت دارد.